# Menart Records
 (транскр.  Менарт рекордс) је словеначка дискографска кућа основана 1997. године у Љубљани. Бави се услугом издавања и снимања звучних записа. Члан је Међународне федерације фонографске индустрије, која представља музичку индустрију широм света са око 1.400 чланова у 66 земаља и сродних индустријских удружења у 45 земаља.

## Активности
Званични је корисник лиценце Sony Music за територије Словеније, Хрватске, Србије, Босне и Херцеговине, Македоније, Црне Горе и Албаније.
Као локална дискографска кућа, Menart је у Словенији израстао у водећу компанију у продаји популарне музике, као што су Атомик Хармоник, Дан Д, Сидхарта и Табу, Јан Плестењак, Мањифико, Ребека Дремељ и Кингстон. Етаблирао се у врху словеначке музичке индустрије. Поред физичког објављивања записа, покренуо је портал за преузимање садржаја у Словенији почетком 2008. На овом порталу, словеначки и (у мањој мери) међународни клијенти могу преузети домаће и стране наслове.
У Хрватској је Menart за десет година постао једна од најбољих дискографских кућа. Познат по свом снажном А&Р менаџменту и креативним маркетиншким решењима, Поставио је следеће уметнике у врх хрватске популарне музичке сцене: The Beat Fleet, Колонија, Хладно пиво, Едо Маајка, Горан Каран, Лету штуке, Лука Нижетић и Lollobrigida Girls, Густафи, Иван Зак, Лана Јурчевић и многи други.

## Међународне активности
Успео је и да изда (преко лиценцних партнера) разне извођаче ван територије бивше Југославије:
- Карма – извођач високог профила у Словачкој и Чешкој . Поред тога, албум Седам дана је објављен у Кини и Украјини . Разни синглови су објављени на компилацијским ЦД-овима широм света.
- Колонија: разни синглови су објављени у Пољској, Чешкој, Словачкој и источној Азији.